# Edoardo Giordano
Edoardo Giordano dit « Buchicco » (né à Naples le 30 janvier 1904 et mort à Rome le 13 avril 1974) est un peintre, céramiste, dessinateur et décorateur d'intérieur, italien.

## Biographie
Fils d'Enrico Giulio et d'Anna Giordano (petite-fille d'Enrico Giulio Giordano), une gouvernante allemande lui donne le surnom de Buchicchio (de l'allemand Buck-livre), pour sa passion précoce pour la lecture. Il obtient son diplôme en 1927 à l'Académie des beaux-arts de Naples, où il a été élève du peintre Vincenzo Volpe. Lors de la Première Exposition permanente d'art de Naples, en 1928, il expose Controluce (Naples, Collection de la Mairie), une peinture de style sécessionniste.
Il entre en contact avec des intellectuels de tendance antifasciste, parmi lesquels Corrado Alvaro, l'historien Adolfo Omodeo (it) qui enseignait l'histoire du christianisme à l'Université de Naples et l'écrivain Carlo Bernari qui deviendra un partisan. Des artistes d'avant-garde se retrouvent à Villa Lucia, avec des politiciens et des littéraires antifascistes. Avec Franco Girosi et Giovanni Brancaccio, Edoardo Giordano fait partie du Groupe des tenaces (Gruppo degli ostinati).
Il est présent aux expositions du Syndicat fasciste de la Campanie, aux Biennales de Venise du 1934 et du 1936 et à la Quadriennale de Rome du 1935.

### Postimpressionnismeà Paris
Il peint selon le goût du noucentisme le Cantiere navale (1932) et Vicolo (1933), année où il commence des séjours à Paris, où il admire des œuvres du peintre et scénographe Raoul Dufy et se consacre à la céramique, dans le laboratoire du céramiste espagnol Josep Llorens i Artigas. En 1935 il expose à la Galerie Carmin, à Paris. Il fréquente Pablo Picasso, le peintre russe naturalisé français Chaïm Soutine et la peintre française Marie Laurencin.
Il simplifie la structure de sa peinture: voir par exemple Interno con figura, inspiré de Dufy, et Ritratto del pittore Franco Giros. Son adhésion au style postimpressionniste prend parfois un revers ironique, en réaction au ridicule triomphalisme du régime fasciste. Il peint en 1936 une Piazza del Quirinale et une Piazza Colonna , lieux symboliques de la vie politique italienne.

### Abstractionnisme
Au début des années 1950, il s'installe à Milan et s'approche de l'art abstrait géométrique, lyrique et informel, en entrant en relation avec des représentants du Mouvement art concret (MAC), fondé à Milan qui voit la participation d'artistes napolitains.
Entre 1952 et 1956, il établit une association artistique avec le peintre Andrea Bisanzio. Ses œuvres ont des échos de Vassily Kandinsky, un des fondateurs de la peinture abstraite ( Composition (1954)). Il s'oriente de plus en plus vers art informel, en privilégiant son aspect matériel, dans le sillage du naturalisme informel et lyrique d'Ennio Morlotti et du peintre et sculpteur Alfredo Chighine.

### Ses dernières années
De retour à Rome, à la fin des années 1950, il produit la série des plâtres, expérimentant des matériaux aux couleurs douces, présentés en 1962 à l’exposition personnelle qui lui est consacré à la XXXIe Biennale de Venise. Ses panneaux décoratifs entrent dans la décoration des salles de la Banca d'Italia et une tapisserie, de son dessin, est réalisée pour le paquebot Raffaello (paquebot) (it).
Il perfectionne les soi-disant « écritures tournantes », comme dans Intonaco pour Pian di Mugnone (Fiesole), présenté à la XXXIe Biennale de Venise. Il insére des visages surréalistes dans Parete (exposée à la Triennale de Milan du 1964) et dans les décorations exécutées en 1967 pour les palais de la Rai de Turin, de Gênes et de Rome.
De 1967 à 1970, il a enseigné à l'Académie des beaux-arts de Naples, réalisant des reportages photographiques sur la toile, dans le goût de la pop art américaine, comme Racconto del nostro tempo (1966-1967) et Bevete Pepsi Cola (1968). Il produisit aussi des collages abstraits.
Edoardo Giordano est mort à Rome le 13 avril 1974.